# Święcany
Święcany is een plaats in het Poolse district  Jasielski, woiwodschap Subkarpaten. De plaats maakt deel uit van de gemeente Skołyszyn en telt 3000 inwoners.